# Comédie française de Sa Majesté le roi de Suède
 (avril 2015).
Si vous disposez d'ouvrages ou d'articles de référence ou si vous connaissez des sites web de qualité traitant du thème abordé ici, merci de compléter l'article en donnant les références utiles à sa vérifiabilité et en les liant à la section « Notes et références ».
La Comédie française de Sa Majesté le roi de Suède est une troupe de théâtre française active en Suède entre 1781 et 1792.

## Contexte
Le théâtre classique français est introduit en Suède dès le début du XVIIIe siècle. Molière joua un rôle de premier plan dans la création du premier théâtre suédois en 1737.

## Composition
Acteurs et chanteurs
- Mlle Baron
- Caron
- François Chatillon
- Cléricourt
- Cressent
- Delaroche
- Mme Delaroche
- Marie-Anne Desguillons
- Joseph Sauze Desguillons
- Élise Du Belloi
- Dugay
- Mme Dutillier
- François Marie Moussé Félix
- Mme Félix
- Adélaïde-Thérèse Feuchère
- Feuillet
- Sophie Hus
- Jean-Rémy Marcadet
- Marie-Louise Marcadet
- Sidonie de Massat
- Michu
- Mme Montrose
- Jacques-Marie Boutet de Monvel
- Catherine-Victoire Le Riche de Cléricourt-Monvel
- Sainville
- Saint-Ange
- Henri O. Dougherthy de la Tour (ou Delatour)
- Carlo Uttini
- Versenil

Danseurs
- Charles Didelot, père de Charles-Louis Didelot
- Louis Frossard
- Marie-Renée Frossard